# Theodor Wilhelm Varnhorst
Theodor Wilhelm Varnhorst (* 28. Juni 1736; † 29. April 1810) war ein deutscher Politiker und Bürgermeister der Stadt Essen.

## Leben

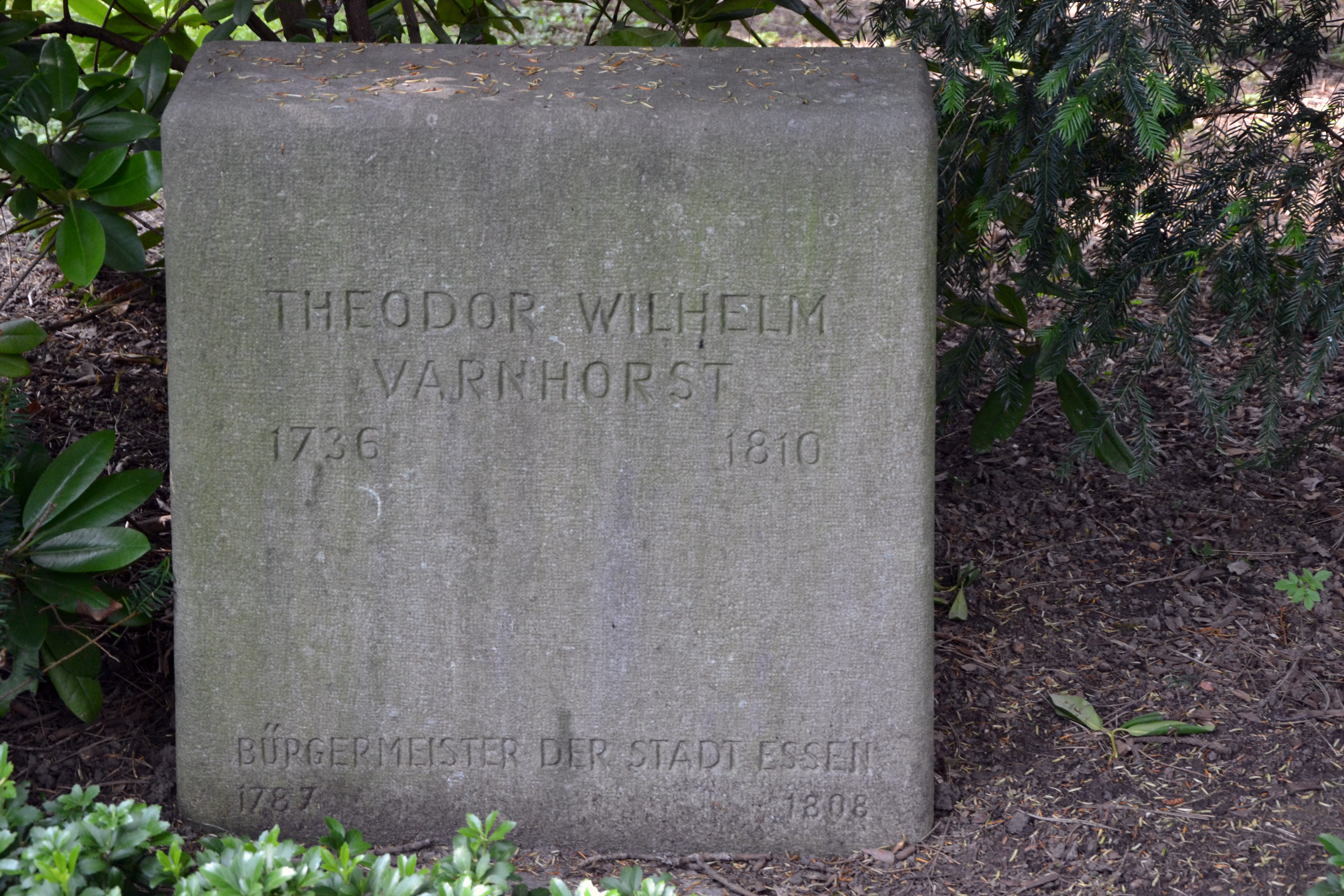
Grabstein auf dem Ostfriedhof Essen

Nachdem Theodor Wilhelm Varnhorst seit 1787, zusammen mit Georg Heinrich Brüning (1727–1806) Bürgermeister der Stadt Essen war, war er ab 1804, nach Einführung des preußischen Magistrats, einziger Bürgermeister der Stadt Essen. Dabei trug er den Titel Maire, nachdem Napoléon in den Modellstaaten des Rheinbunds eine Verwaltung nach französischem Vorbild eingeführt hatte. Im Jahr 1808 wurde Varnhorst durch Karl Friedrich Wilhelm Müller als Maire abgelöst.
Varnhorst wurde auf dem Friedhof am Kettwiger Tor beigesetzt. Als dieser 1955 aus städtebaulichen Gründen aufgegeben wurde, überführte man das Grabmal, das später zum städtischen Ehrengrab ernannt wurde, auf den Essener Ostfriedhof.